# Priscilla Betti
Préscillia Cynthia Samantha Betti (Niza, Alpes Marítimos, Provenza-Alpes-Costa Azul, 2 de agosto de 1989), más conocida como Priscilla Betti o simplemente Priscilla, es una cantante y actriz francesa. Lanzó su primer sencillo a la edad de 12 años, y desde entonces ha lanzado un total de seis álbumes. Desempeñó el papel principal en la serie de televisión musical francesa Chante! desde 2008 hasta 2011.

## Biografía
Priscilla Betti nació el 2 de agosto de 1989 en Niza, Alpes Marítimos, Provenza-Alpes-Costa Azul.
Su madre, Annie, se ocupa de su carrera, y su padre, Jean-Pierre, es pintor de letras. Priscilla tiene dos hermanas: Sandra, que también es cantante, y Séverine, que es asistente de farmacia.
El 23 de febrero de 2001, cuando Priscilla tenía once años, hizo su primera aparición pública en el programa infantil Drôles de petits champions de TF1, y fue descubierta por un productor de la compañía estadounidense Metro-Goldwyn-Mayer, Patrick Debort. El 25 de septiembre de ese mismo año, con doce años, lanzó su primer sencillo "Quand je serai jeune", bajo la compañía discográfica Sony BMG.
En ese mismo año, Priscilla fue a Nueva York y conoció a su ídola Britney Spears. Spears le entregó un disque d'or por su sencillo "Quand je serai jeune".
Su primer álbum, Cette Vie nouvelle, fue lanzado el 4 de junio de 2002. Fue certificado Plata en Francia por ventas de 50.000 copias. Su segundo álbum, Priscilla, fue lanzado sólo seis meses después del primero, el 3 de diciembre de 2002. El primer sencillo del álbum, "Regarde-moi (teste-moi, déteste-moi)", obtuvo la certificación Oro en Francia por ventas superiores a 250.000 copias. El segundo sencillo, "Tchouk tchouk musik", fue certificado Plata por ventas superiores a 250.000 copias. Priscilla vendió más de 100.000 copias en Francia y fue certificado Oro. Fue tanto el éxito de Priscilla, que logró dar varias conciertos en el Olympia de París durante el día 9 de febrero de 2003, teniendo tan solo trece años.
El tercer álbum de Betti, Une Fille comme moi, fue lanzado a principios de 2004. El primer sencillo, "Toujours pas d'amour", alcanzó el puesto número cinco en la lista de sencillos francesa y fue certificado Plata en Francia por ventas superiores a 250.000 copias. El álbum alcanzó el puesto número ocho en la lista de álbumes franceses y fue certificado Oro en Francia.
Después de seguir la educación tradicional hasta el final del octavo grado, ella decidió no ingresar a la escuela secundaria y, en su lugar, tomó cursos por correspondencia para poder concentrarse mejor en su carrera artística.
El cuarto álbum de Betti, Bric à brac, fue lanzado en el verano de 2005. Alcanzó el puesto número 20 en la lista de álbumes franceses.
Desde febrero de 2008, Betti ha desempeñado el papel principal en la serie de televisión musical Chante!, transmitida en el canal France 2, en el bloque de programación KD2A. La cuarta y última temporada se emitió en 2011. Las canciones de la primera temporada fueron lanzadas como parte del quinto álbum de Betti, Casse comme du verre, en diciembre de 2007. El álbum alcanzó sólo el puesto número 111 en la lista de álbumes franceses.
En el otoño de 2014, Betti hizo su debut en el escenario como protagonista de una adaptación teatral del musical Flashdance que se presentó en el Théâtre du Gymnase de París hasta marzo de 2015.
En 2015, participó en la temporada 6 de Danse avec les stars (la versión francesa de Dancing with the Stars), con su compañero Christophe Licata. Terminaron como subcampeones.

## Discografía

### Álbumes de estudio
| Año  | Título               | Fecha de lanzamiento   | Certificación (Francia) | Posiciones más altas en los gráficos | Posiciones más altas en los gráficos | Posiciones más altas en los gráficos | Posiciones más altas en los gráficos |
| ---- | -------------------- | ---------------------- | ----------------------- | ------------------------------------ | ------------------------------------ | ------------------------------------ | ------------------------------------ |
| Año  | Título               | Fecha de lanzamiento   | Certificación (Francia) | FR                                   | FR (DD)                              | BE (WA)                              | SUI                                  |
| 2002 | Cette Vie nouvelle   | 4 de junio de 2002     | Plata (2003)            | 18                                   | —                                    | 44                                   | 53                                   |
| 2002 | Priscilla            | 3 de diciembre de 2002 | Oro (2003)              | 16                                   | —                                    | 40                                   | 72                                   |
| 2004 | Une Fille comme moi  | 2 de febrero de 2004   | Oro (2004)              | 8                                    | —                                    | 38                                   | 83                                   |
| 2005 | Bric à Brac          | 27 de junio de 2005    | —                       | 20                                   | —                                    | 74                                   | —                                    |
| 2007 | Casse comme du verre | 7 de diciembre de 2007 | —                       | 111                                  | —                                    | 100                                  | —                                    |
| 2017 | La vie sait          | 19 de mayo de 2017     | —                       | 35                                   | —                                    | 102                                  | —                                    |

### Sencillos
| Año  | Título                                 | Fecha de lanzamiento     | Certificación (Francia) | Posiciones más altas en los gráficos | Posiciones más altas en los gráficos | Posiciones más altas en los gráficos | Posiciones más altas en los gráficos | Álbum                |
| ---- | -------------------------------------- | ------------------------ | ----------------------- | ------------------------------------ | ------------------------------------ | ------------------------------------ | ------------------------------------ | -------------------- |
| Año  | Título                                 | Fecha de lanzamiento     | Certificación (Francia) | FR                                   | FR (DD)                              | BE (WA)                              | SUI                                  | Álbum                |
| 2001 | "Quand je serai jeune"                 | 25 de septiembre de 2001 | Oro (2001)              | 10                                   | —                                    | 23                                   | —                                    | Cette Vie nouvelle   |
| 2002 | "Cette Vie nouvelle"                   | 19 de marzo de 2002      | —                       | 9                                    | —                                    | 36                                   | —                                    | Cette Vie nouvelle   |
| 2002 | "Bla bla bla"                          | 4 de junio de 2002       | —                       | 37                                   | —                                    | —                                    | —                                    | Cette Vie nouvelle   |
| 2002 | "Regarde-moi (teste-moi, déteste-moi)" | 9 de diciembre de 2002   | Oro (2003)              | 5                                    | —                                    | 9                                    | 81                                   | Priscilla            |
| 2003 | "Tchouk tchouk musik"                  | 15 de abril de 2003      | Plata (2003)            | 7                                    | —                                    | 38                                   | 47                                   | Priscilla            |
| 2004 | "Toujours pas d'amour"                 | 3 de febrero de 2004     | Plata (2004)            | 5                                    | —                                    | 21                                   | 39                                   | Une Fille comme moi  |
| 2004 | "Toi c'est moi"                        | 13 de abril de 2004      | —                       | 16                                   | —                                    | —                                    | —                                    | Une Fille comme moi  |
| 2004 | "Jalousie"                             | 7 de septiembre de 2004  | —                       | 21                                   | —                                    | —                                    | —                                    | Une Fille comme moi  |
| 2005 | "Bric à brac"                          | 27 de junio de 2005      | —                       | 31                                   | —                                    | —                                    | —                                    | Bric à brac          |
| 2005 | "Je danse donc je suis"                | 17 de octubre de 2005    | —                       | 45                                   | —                                    | —                                    | —                                    | Bric à brac          |
| 2006 | "Mission Kim Possible"                 | 30 de junio de 2006      | —                       | —                                    | —                                    | —                                    | —                                    | Mission Kim Possible |
| 2007 | "Chante!"                              | Noviembre de 2007        | —                       | —                                    | —                                    | —                                    | —                                    | Casse comme du verre |
| 2008 | "Casse comme du verre"                 | 2008                     | —                       | —                                    | —                                    | —                                    | —                                    | Casse comme du verre |
| 2015 | "Moi je chante"                        | 11 de diciembre de 2015  | —                       | 109                                  | —                                    | —                                    | —                                    |                      |
| 2016 | "Changer le monde"                     | 9 de diciembre de 2016   | —                       | 119                                  | —                                    | —                                    | —                                    | La vie sait          |
| 2017 | "La vie sait"                          | 27 de enero de 2017      | —                       | 116                                  | —                                    | —                                    | —                                    | La vie sait          |

## Filmografía
- Annie (1999) ... Annie (voz y canto en doblaje francés) (versión posterior para DVD y video)
- Albert est méchant (2004) ... Chelsea
- Chante! (2008-2011) ... Tina (serie de televisión)[15]